# Duke of York-öarna
Duke of York-öarna (tidigare: Neu Lauenburg) är en ögrupp i Bismarckarkipelagen som tillhör Papua Nya Guinea i sydvästra Stilla havet. Ögruppen hade 14 009 vid folkräkningen år 2011.

## Historia
Ön har troligen bebotts av melanesier sedan cirka 1500 f.Kr. De upptäcktes av den brittiske kaptenen Philip Carteret år 1767 och namngavs efter hertigen av York.
1875 anlände den metodistiska missionären George Brown till huvudön och slog sig ned i Port Hunter. 1882 anlände även katolska missionärer.
Området hamnade 1885 under tysk överhöghet (Tyska Nya Guinea) varpå ön döptes om till Neu Lauenburg.
Efter första världskriget tillföll ögruppen 1918 Storbritannien som förvaltade området tills Papua Nya Guinea blev självständigt 1975.

## Geografi
Duke of York-öarna utgör en del av provinsen East New Britain och ligger cirka 650 kilometer nordost om Port Moresby. Ögruppen är belägen mellan New Britain (i väster) och New Ireland (i öster).
Öarna är av vulkaniskt ursprung och har en area om cirka 64 km² fördelad på ca 13 öar där de största är:
- Duke of Yorkön - huvudön
- Kabakon
- Kerawara
- Makada
- Mioko
- Mualim
- Ulu
- Utuan
- Pigeon Islands
- Ruruan

Området ligger i skarven mellan två tektoniska plattor och drabbas ofta av naturkatastrofer, såsom jordskalv, vulkanisk aktivitet och tsunamis.
Huvudorten Port Hunter ligger på York-öns norra del.